# Институт за преразглеждане на историята
Институтът за преразглеждане на историята (на английски: Institute for Historical Review) е организация, свързана с Тя е основана през 1978 година, а от 2000 година е оглавявана от Марк Вебер.
Основната цел на Института за преразглеждане на историята е разпространението на възгледи, отхвърлящи основни факти за нацизма и свързаните с него масови убийства, включително Холокоста. Много учени определят института като водещата организация за отричане на Холокоста в света.
В 1980 г. Институтът обява публична награда от 50 хил. долара за онзи който успее да докаже, че евреи са били убивани с газ в Освиенцим. Бившият затворник и украински евреин Мел Мермелщейн от Мукачево приема предизвикателството и представя нотариално заверен документ, че него са го депортирали в Освенцим и че е свидетел на това как нацистите убили с газ майка му и двете му сестри в газова камера номер 5.  Институтът отказва да признае това доказателство и да изплати възнаграждението на Мермелщейн, в резултат на което засегнатият подава иск в съда в Лос Анджелис за изплащането на публично обещаната награда, както и компенсация за неимуществени вреди.. Съдът уважава претенциите на Мермелщейн. Съдията Томас Джонсън приема, че убийството на евреи в Освиенцим през лятото на 1944 г. е общоизвестен факт, който не подлежи на доказване и не се поставя под съмнение. По силата на съдебното решение от юли 1985 г. Институтът изплаща на Мермелщейн 90 хил. долара и публикува писмо с лично извинение..